# Simon T. Malcomber
Prof. Dr. Simon T. Malcomber (1967) es un botánico, y profesor estadounidense. Se desempeña académicamente como Profesor Asistente de la Universidad Estatal de California.
Recibió su doctorado en biología evolutiva y poblacional de la Universidad de Washington, St. Louis. Trabaja en evolución con técnicas moleculares, morfológicas y técnicas de desarrollo para investigar morfología floral e
inflorescenciaa de los pastos, incluyendo cereales.

## Algunas publicaciones
- S.T. Malcomber, C. M. Taylor. 2009. A systematic revision of Gaertnera Lamk. (Rubiaceae). Ann. of Missouri Botanical Garden 96(4): 575-671 pdf Archivado el 1 de abril de 2011 en Wayback Machine.

- J.C. Preston, A. Christensen, S.T. Malcomber, E.A. Kellogg. 2009. MADS-box gene expression and implications for the developmental origins of the grass spikelet. Am. J. of Botany 96, 1419-1429 pdf Archivado el 1 de abril de 2011 en Wayback Machine.

- A. Gallavotti, S.T. Barazesh, S.T. Malcomber, D. Hall, D. Jackson, R.J. Schmidt, P. McSteen. 2008. Sparse inflorescence1 encodes a monocot-specific YUCCA-like gene required for vegetative and reproductive development in maize. Proc Natl Acad Sci U S A 105, 15196-15201 pdf Archivado el 9 de julio de 2009 en Wayback Machine.

- P. McSteen, S.T. Malcomber, A. Skirpan, C. Lunde, X. Wu, E. Kellogg, S. Hake. 2007. Barren inflorescence2 encodes a co-ortholog of the PINOID serine/threonine kinase and is required for organogenesis during inflorescence and vegetative development in maize. Plant Physiology 144: 1000-1011 pdf Archivado el 19 de abril de 2008 en Wayback Machine.

- N. Satoh-Nagasawa, N. Nagasawa, S.T. Malcomber, H. Sakai, D. Jackson. 2006. A trehalose metabolic enzyme controls meristem patterning in maize. Nature 441: 227-230 pdf Archivado el 19 de abril de 2008 en Wayback Machine.

- S.T. Malcomber, E.A. Kellogg. 2006. Evolution of unisexual flowers in grasses (Poaceae) and the putative sex determination gene, TASSELSEED2 (TS2). New Phytologist 170: 885-899 pdf Archivado el 19 de abril de 2008 en Wayback Machine.

- S.T. Malcomber, J.C. Preston, R. Reinheimer, J. Kossuth, E.A. Kellogg. 2006. Developmental gene evolution and the origin of grass inflorescence diversity, in Developmental Genetics of the Flower, D.E. Soltis, P.S. Soltis, and J. Leebens-Mack, Editors. Advances in Botanical Research 44: 423-479 pdf Archivado el 31 de octubre de 2008 en Wayback Machine.

- R. Reinheimer, S.T. Malcomber, E.A. Kellogg. 2006. Evidence for distinct roles of the SEPALLATA gene LEAFY HULL STERILE1 in Eleusine indica and Megathyrsus maximus (Poaceae). Evolution and Development 8: 293-303 pdf Archivado el 1 de abril de 2011 en Wayback Machine.

- S.T. Malcomber, E.A. Kellogg. 2005. SEPALLATA gene diversification: brave new whorls. Trends in Plant Sci. 10:427-435 pdf Archivado el 19 de abril de 2008 en Wayback Machine.

- S.T. Malcomber, A. P. Davis. 2005. Six new species of Gaertnera (Rubiaceae) from Madagascar and phylogenetic analyses that support Hymenocnemis as a synonym of Gaertnera. A Festschrift for William G. D'Arcy - The legacy of a taxonomist. Eds. R. C. Keating, V. C. Hollowell and T. B. Croat, Monographs in Systematic Botany from the Missouri Botanical Garden 104: 371-398 pdf Archivado el 19 de abril de 2008 en Wayback Machine.

- M.D. Gadberry, S.T. Malcomber, A.N. Doust, E.A. Kellogg. 2005. Primaclade -- a flexible tool to find conserved PCR primers across multiple species. Bioinformatics 21:1263-1264 pdf Archivado el 31 de octubre de 2008 en Wayback Machine.

## Honores

### Epónimos
- (Arecaceae) Dypsis malcomberi Beentje[1]
- (Balsaminaceae) Impatiens malcomberi Eb.Fisch. & Raheliv.[2]
- (Lauraceae) Ocotea malcomberi van der Werff[3]

- La abreviatura «Malcolmber» se emplea para indicar a Simon T. Malcomber como autoridad en la descripción y clasificación científica de los vegetales.[4]